# Novelle (Recht)
Mit Novelle wird in der Gesetzgebungslehre ein Änderungsgesetz bezeichnet, das ein oder auch mehrere andere bereits bestehende Gesetze in einzelnen Teilen abändert. Der Vorgang bzw. die Schritte zu seiner Vorbereitung werden Novellierung genannt.
Technisch geschieht dies so, dass nur einzelne Textteile ausgetauscht, neu eingefügt oder aufgehoben werden. Der Inhalt einer Novelle könnte vereinfacht etwa so lauten:
Änderungsgesetz zum XY-Gesetz
§ 1. In § 5 des XY-Gesetzes wird der Satz „Der Steuerpflichtige hat seine Einkünfte anzumelden.“ durch den Satz „Der Steuerpflichtige ist verpflichtet, seine in einem Kalenderjahr erzielten Einkünfte bis zum 15. März des folgenden Jahres schriftlich anzumelden.“ ersetzt.
§ 2. Dieses Gesetz tritt am/mit Wirkung vom …/am Tag[e] nach seiner Verkündung in Kraft.
Da im Allgemeinen nur der in einem Gesetzblatt veröffentlichte Text die authentische Fassung ist, besteht ein geltendes Gesetz aus einer Stammfassung (der Erstverlautbarung) und den unter Umständen zahlreichen Novellen. Für den Rechtsalltag werden konsolidierte Fassungen verwendet, in denen alle Novellen zum aktuellen Stand zusammengefasst werden.
In Österreich gibt es das Verfahren der Wiederverlautbarung, um eine konsolidierte Fassung als Vereinfachung zu verkünden. Eine entsprechende Funktion erfüllt in Deutschland eine Neubekanntmachung.
Umfangreichere Novellen, die gleichzeitig mehrere Gesetze ändern, werden oft in mehrere Artikel gegliedert, von denen jeder die Änderungen eines einzelnen Gesetzes zusammenfasst. Daher spricht man in diesem Zusammenhang auch von einem „Artikelgesetz“. Änderungsgesetze im Bereich des deutschen Bundesrechts beispielsweise sind fast ausnahmslos in Artikel untergliedert, selbst wenn nur ein Gesetz geändert wird.

## Rechtsgeschichte
Der Ausdruck wird auch in der Rechtsgeschichte verwendet. Ein besonders bekanntes Beispiel sind die novellae, d. h. jene Gesetze, die der oströmische Kaiser Justinian I. nach der Neufassung des Codex Iustinianus erließ. Die Leges novellae hingegen waren eine Sammlung von Erlassen der Kaiser Theodosius II., Valentinian III. und Majorian.
Auch die Sammlungen von Dekretalen, die insbesondere Papst Innozenz IV. anlegen und an den passenden Stellen in den Liber Extra einfügen ließ, heißen bereits zeitgenössisch Novellae.

## Beispiele
Deutschland
- Gesetz betreffend die Einführung der Zivilprozessordnung vom 30. Januar 1877
- Gesetz zur Reform des Zivilprozesses vom 27. Juli 2001
- Gesetz zur Reform des Verfahrens in Familiensachen und in den Angelegenheiten der freiwilligen Gerichtsbarkeit vom 17. Dezember 2008
- Gesetz zur Reform des Kontopfändungsschutzes vom 7. Juli 2009
- Gesetz zur Änderung des Telekommunikationsgesetzes und zur Neuregelung der Bestandsdatenauskunft vom 20. Juni 2013
- Gesetz zur Änderung des Prozesskostenhilfe- und Beratungshilferechts vom 31. August 2013
- Gesetz zur Stärkung der Impfprävention gegen COVID-19 und zur Änderung weiterer Vorschriften im Zusammenhang mit der COVID-19-Pandemie vom 10. Dezember 2021 (Beispiel für ein Artikelgesetz)